# Haitianisch-paraguayische Beziehungen
Die Haitianisch-paraguayischen Beziehungen beschreiben das bilaterale Verhältnis zwischen der Republik Haiti einerseits und der Republik Paraguay andererseits.
Beide Länder sind Mitglieder der Vereinten Nationen, der Organisation Amerikanischer Staaten und der 2011 gegründeten Gemeinschaft der Lateinamerikanischen und Karibischen Staaten (CELAC).

## Geschichte und Stand
Haiti erlangte die Unabhängigkeit von der früheren Kolonialmacht Frankreich im Jahr 1804, während Paraguay im Jahr 1811 von Spanien unabhängig wurde.
Beide Länder nahmen am 2. Oktober 1956 diplomatische Beziehungen auf. Paraguay ist in Haiti durch einen Honorarkonsul vertreten. Die Botschaft von Paraguay in Santo Domingo, Dominikanische Republik, ist in Haiti nebenakkreditiert. Haiti hat keine Vertretung in Paraguay.
In der Mission des Nations Unies pour la stabilisation en Haïti (MINUSTAH; 2004 bis 2017) stellte Paraguay ein Kontingent von rund 200 Blauhelmsoldaten.
Der haitianische Präsident Michel Martelly sandte im April 2013 Glückwünsche an den neu gewählten Präsidenten von Paraguay, Horacio Cartes, und bekräftigte sein Engagement für den Ausbau der Beziehungen zwischen den beiden Ländern. Er drückte die Hoffnung aus, dass die bilaterale Zusammenarbeit zwischen Paraguay und Haiti unter der neuen Regierung von Präsident Cartes verstärkt wird.
Der haitianische Außenminister Duly Brutus reiste zur Teilnahme an der 44. ordentlichen Tagung der Generalversammlung der OAS Anfang Juni 2014 nach Asunción, Paraguay.
Im März 2023 legte Paraguay im Rahmen des Außenministertreffens des XXVIII. Iberoamerika-Gipfels, das in der Dominikanischen Republik stattfand, einen Vorschlag zum Umgang mit der ernsten Situation der öffentlichen Sicherheit und der humanitären Lage in Haiti vor. In dem Vorschlag wird die tiefe Besorgnis über die fortschreitende Verschlechterung der öffentlichen Sicherheit und der humanitären Lage in Haiti zum Ausdruck gebracht. Die erschreckende Realität erfordere Solidarität mit dem haitianischen Volk. Subregionale, regionale und internationale Bemühungen, den Prozess des Dialogs zwischen der Regierung, den verschiedenen politischen Parteien, Institutionen und anderen Akteuren der haitianischen Gesellschaft zu begleiten, seien entscheidend, um einen Fahrplan zu erstellen, der es ermöglicht, die komplexe Krise zu überwinden.
Nach bilateralen Regierungskonsultationen Paraguays mit den Vereinigten Staaten im März 2024 unterstrichen beide Seiten die Notwendigkeit, die Mission Multinationale d’Appui à la Sécurité en Haïti zu unterstützen.